# Philicus discomaculicollis
Philicus discomaculicollis är en skalbaggsart som beskrevs av Stefan von Breuning 1961. Philicus discomaculicollis ingår i släktet Philicus och familjen långhorningar. Inga underarter finns listade i Catalogue of Life.